# ماریو بزستی
ماریو بزِستی (ایتالیایی: Mario Besesti؛ ‏ ۲۰ نوامبر ۱۸۹۴ – ۲۱ ژوئن ۱۹۶۸) بازیگر و صداپیشه اهل ایتالیا بود. وی بین سال‌های ۱۹۳۲ تا ۱۹۶۸ میلادی فعالیت می‌کرد.
از فیلم‌هایی که وی در آن نقش داشته‌است، می‌توان به آسیاب رودخانه پو و اتصال کوتاه اشاره کرد.